# 300-Meilen-Rennen von Hockenheim 1970

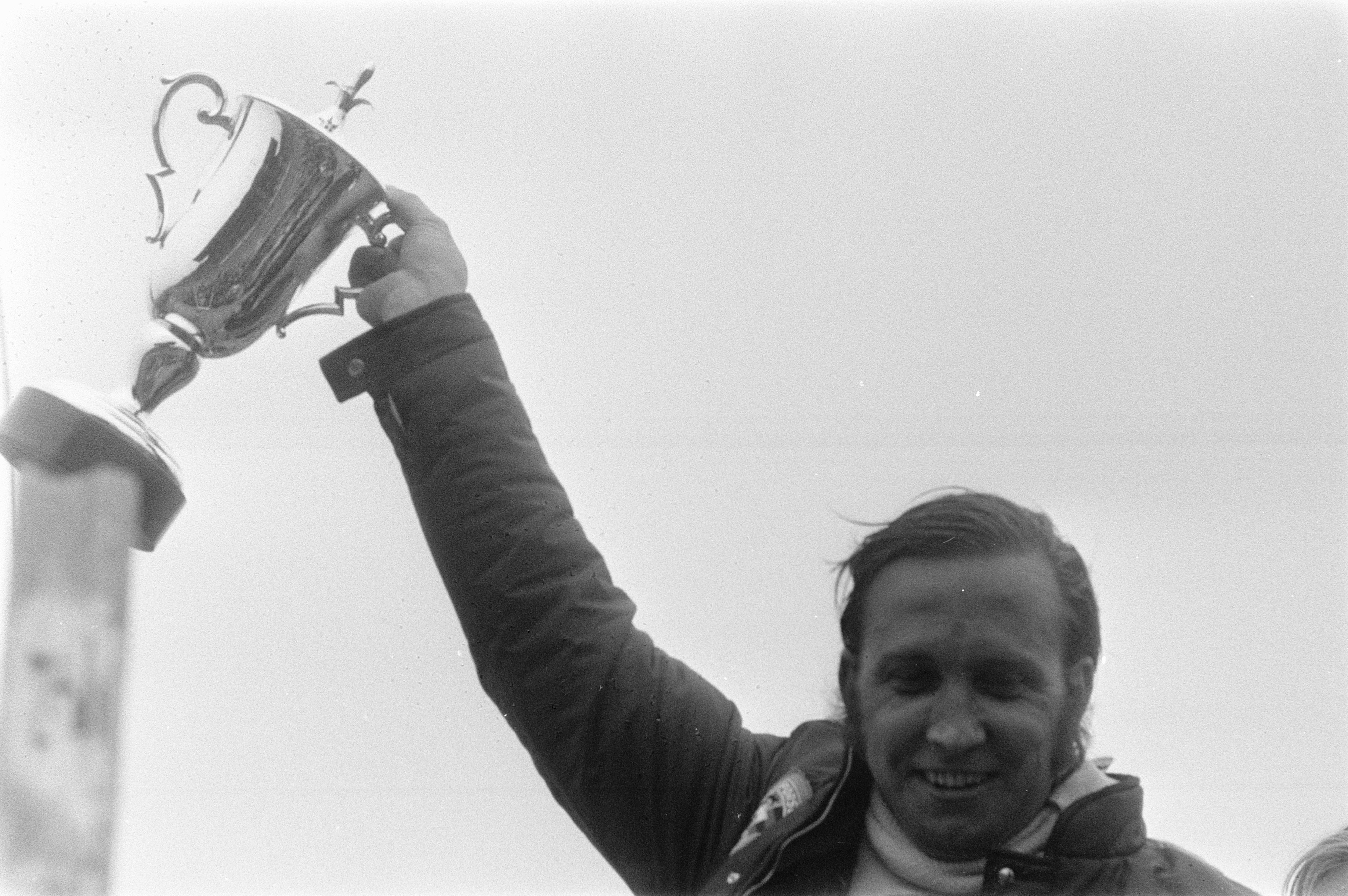
Jürgen Neuhaus; Gesamtsieger der Interserie 1970

Das 300-Meilen-Rennen von Hockenheim 1970, auch ADAC-Preis von Baden-Württemberg, 300 Meilen Hockenheim (Race 5 - Interserie), Hockenheim, fand am 11. Oktober auf dem Hockenheimring statt und war der sechste und letzte Wertungslauf der Interserie dieses Jahres.

## Das Rennen
Mit dem 300-Meilen-Rennen endete die erste Saison der Interserie. Mit dem zweiten Rang hinter Helmut Kelleners, der einen March 707 fuhr, sicherte sich Jürgen Neuhaus im Porsche 917K den ersten Meistertitel dieser Rennserie. Kelleners gewann das Rennen nach einer Fahrzeit von 2:42:12,600 Stunden mit einer Runde Vorsprung auf Neuhaus. Dritter wurde Gijs van Lennep, der ebenfalls einen Porsche 917K fuhr.

## Ergebnisse

### Schlussklassement
| 1               | SR      | 73 | Deutsche Auto-Zeitung                      | Helmut Kelleners       | March 707         | 75 |
| 2               | S + 2.0 | 62 | Gesipa-Racing-Team                         | Jürgen Neuhaus         | Porsche 917K      | 74 |
| 3               | S + 2.0 | 63 | Racing-Team AAW                            | Gijs van Lennep        | Porsche 917K      | 74 |
| 4               | S 2.0   |    | Ecurie Bonnier                             | Ronnie Peterson        | Lola T210         | 73 |
| 5               | P + 2.0 | 90 | Gesipa-Racing-Team                         | Michel Weber           | Porsche 908/02    | 72 |
| 6               | P + 2.0 | 91 | Asahi Pentax Racing-Team                   | Helmut Leuze           | Porsche 908/02    | 71 |
| 7               | P 2.0   | 80 | Hans-Dieter Blatzheim                      | Hans-Dieter Blatzheim  | Porsche 907       | 69 |
| 8               | S + 2.0 | 66 | Ecurie Bonnier                             | Jo Bonnier             | Lola T70 Mk.3B GT | 69 |
| 9               | P 2.0   |    | Hans-Dieter Weigel                         | Hans-Dieter Weigel     | Porsche 907       | 68 |
| 10              | S 2.0   | 54 | Hans Schulze-Schwering                     | Hans Schulze-Schwering | Porsche 910       | 67 |
| 11              | P 2.0   | 81 | Helmut Krause                              | Helmut Krause          | Porsche 907       | 66 |
| 12              | S 2.0   | 58 | Racing-Team AAW                            | Helmut Bross           | Porsche 906       | 66 |
| 13              | S 2.0   | 53 | Vereinigung Süddeutscher Automobilsportler | Ernst Kraus            | Porsche 910       | 66 |
| 14              | S + 2.0 | 71 | Bernd Seidler                              | Bernd Seidler          | Lola T70 Mk.3 GT  | 63 |
| 15              | S 2.0   | 57 | Helmut Gall                                | Helmut Gall            | Porsche 906       | 63 |
| 16              | S + 2.0 | 67 | Scuderia Picchio Rosso                     | Corrado Manfredini     | Ferrari 512S      | 58 |
| 17              | S 2.0   | 55 | Kurt Hild                                  | Kurt Hild              | Porsche 910       | 53 |
| 18              | P 2.0   | 82 | Guy Edwards                                | Guy Edwards            | Astra RNR2        | 51 |
| Ausgefallen     |         |    |                                            |                        |                   |    |
| 19              | SR      | 74 | Bill Bardley                               | David Prophet          | McLaren M12       | 10 |
| 20              | S 2.0   |    | Opposite Lock Club                         | Mike Coombe            | Porsche 906       | 4  |
| 21              | SR      |    | Ernie Pryor                                | Mike Beckwith          | Allegro           | 4  |
| 22              | S + 2.0 |    | Gérard Pillon                              | Gérard Pillon          | Lola T70 Mk.3B GT |    |
| 23              | S 2.0   | 59 | Hans Hessel                                | Norbert Dombrowski     | Porsche 906       |    |
| 24              | S + 2.0 | 70 | Racing-Team VDS                            | Teddy Pilette          | Lola T70 Mk.3B GT |    |
| 25              | S + 2.0 | 72 | Egmont Dursch                              | Egmont Dursch          | Lola T70 Mk.3     |    |
| 26              | P 2.0   | 85 | Terry Croker                               | Terry Croker           | Lola T210         |    |
| 27              | S 2.0   | 60 | Hediri-Racing-Team                         | Barney Barnes          | Porsche 906       |    |
| Nicht gestartet |         |    |                                            |                        |                   |    |
| 28              | S + 2.0 | 64 | Zitro-Racing-Cars                          | Dominique Martin       | Porsche 917K      | 1  |

1 nicht gestartet

### Nur in der Meldeliste
Hier finden sich Teams, Fahrer und Fahrzeuge, die ursprünglich für das Rennen gemeldet waren, aber aus den unterschiedlichsten Gründen daran nicht teilnahmen.
| Pos. | Klasse  | Nr. | Team                  | Fahrer              | Chassis             |
| ---- | ------- | --- | --------------------- | ------------------- | ------------------- |
| 29   | SR 2.0  | 50  | John Burton           | John Burton         | Chevron B16         |
| 30   | S 2.0   | 51  | Gerry Cruise          | Gerry Cruise        | Chevron B8          |
| 31   | S 2.0   | 52  | Robert Hubert         | Robert Hubert       | Chevron B8          |
| 32   | S 2.0   | 56  | Albert Pfuhl          | Albert Pfuhl        | Porsche 906         |
| 33   | S 2.0   | 61  | Dr. S. A. Goodwin     | Tony Goodwin        | Chevron B6          |
| 34   | S + 2.0 | 65  | Ecurie Bonnier        | Jo Bonnier          | Lola T70            |
| 35   | S + 2.0 | 68  | Stefan Sklenar        | Stefan Sklenar      | Lola T70 Mk.3B GT   |
| 36   | S + 2.0 | 69  | Development Monteurs  | Louis Morand        | Lola T70            |
| 37   | SR      | 75  | AC Mayen              | August Stawicki     | Gepard Spider       |
| 38   | SR      | 76  | MC Heilbronn          | Walter Kraiss       | Lotus 23            |
| 39   | P 2.0   | 83  | Ernst-Wilheim Tölle   | Ernst-Wilheim Tölle | Abarth 1300 OT      |
| 40   | P 2.0   | 83  | Rüdiger Bruns         | Rüdiger Bruns       | Alfa Romeo 1300 GTA |
| 41   | P 2.0   | 86  | Brian Robinson        | Brian Robinson      | Chevron B16         |
| 42   | P 2.0   | 87  | Walter Lehmann        | Walter Lehmann      | Lola T210           |
| 43   | P + 2.0 | 92  | Eifelland-Racing-Team | Kurt Laux           | BMW 2002 Turbo      |
| 44   | P + 2.0 | 93  | Helmut Hölch          | Helmut Hölch        | BMW Kompr.          |
| 45   | P + 2.0 | 94  | Eifelland-Racing-Team | Hans-Dieter Brohl   | BMW Turbo           |

### Klassensieger
| Klasse  | Fahrer                | Fahrzeug       | Platzierung im Gesamtklassement |
| ------- | --------------------- | -------------- | ------------------------------- |
| SR      | Helmut Kelleners      | March 707      | Gesamtsieg                      |
| S + 2.0 | Jürgen Neuhaus        | Porsche 917K   | Rang 2                          |
| S 2.0   | Ronnie Peterson       | Lola T210      | Rang 4                          |
| P + 2.0 | Michel Weber          | Porsche 908/02 | Rang 5                          |
| P 2.0   | Hans-Dieter Blatzheim | Porsche 907    | Rang 7                          |

### Renndaten
- Gemeldet: 45
- Gestartet: 27
- Gewertet: 18
- Rennklassen: 5
- Zuschauer: unbekannt
- Wetter am Renntag: unbekannt
- Streckenlänge: 6,789 km
- Fahrzeit des Siegerteams: 2:42:12,600 Stunden
- Gesamtrunden des Siegerteams: 75
- Gesamtdistanz des Siegerteams: 509,145 km
- Siegerschnitt: 188,320 km/h
- Pole Position: Jürgen Neuhaus – Porsche 917K (#62) – 2:03,600
- Schnellste Rennrunde: Helmut Kelleners – March 707 (#73) – 2:06,100 = 193,900 km/h
- Rennserie: 6. Lauf zur Interserie 1970